# Magnus Konow
Magnus Andreas Thulstrup Clasen Konow (Melsomvik, 1 de septiembre de 1887-San Remo, Italia, 25 de agosto de 1972) fue un deportista noruego que compitió en vela en las clases 6 Metre, 8 Metre y 12 Metre. Fue padre del también regatista Karsten Konow.
Participó en seis Juegos Olímpicos de Verano entre los años 1908 y 1948, obteniendo tres medallas: oro en Estocolmo 1912 (12 Metre), oro en Amberes 1920 (8 Metre) y plata en Berlín 1936 (6 Metre).

## Palmarés internacional
| Juegos Olímpicos | Juegos Olímpicos   | Juegos Olímpicos | Juegos Olímpicos |
| Año              | Lugar              | Medalla          | Clase            |
| ---------------- | ------------------ | ---------------- | ---------------- |
| 1912             | Estocolmo (Suecia) | Medalla de oro   | 12 Metre         |

| Juegos Olímpicos | Juegos Olímpicos  | Juegos Olímpicos | Juegos Olímpicos       |
| Año              | Lugar             | Medalla          | Clase                  |
| ---------------- | ----------------- | ---------------- | ---------------------- |
| 1920             | Amberes (Bélgica) | Medalla de oro   | 8 Metre (sistema 1919) |

| Juegos Olímpicos | Juegos Olímpicos  | Juegos Olímpicos | Juegos Olímpicos |
| Año              | Lugar             | Medalla          | Clase            |
| ---------------- | ----------------- | ---------------- | ---------------- |
| 1936             | Berlín (Alemania) | Medalla de plata | 6 Metre          |